# Gordonsville (Tennessee)
Gordonsville é uma cidade  localizada no estado norte-americano de Tennessee, no Condado de Smith.

## Demografia
Segundo o censo norte-americano de 2000, a sua população era de 1066 habitantes.
Em 2006, foi estimada uma população de 1285, um aumento de 219 (20.5%).

## Geografia
De acordo com o United States Census Bureau tem uma área de
18,0 km², dos quais 17,9 km² cobertos por terra e 0,1 km² cobertos por água. Gordonsville localiza-se a aproximadamente 154 m acima do nível do mar.

## Localidades na vizinhança
O diagrama seguinte representa as localidades num raio de 20 km ao redor de Gordonsville.